# Зеленов, Юрий Александрович
Юрий Александрович Зе́ленов (1 сентября 1961, Бугульма, Татарская АССР) — российский художник, работающий в кинематографе.

## Биография
Закончил Лениногорское педагогическое училище художественно-графическое отделение в 1982 году. С 1982 до 1984 года работал учителем рисования в средней школе. В 1984 году поступил во ВГИК на художественный факультет, окончил в 1990 году.
Первый фильм, на котором он работал как художник-постановщик — фильм Романа Качанова — «Не спрашивай меня ни о чём».

## Фильмография

### Художник-постановщик
1. 1991 — Не спрашивай меня ни о чём
2. 1992 — Суббота
3. 1992 — Святки
4. 1993 — Урод
5. 1995 — Мелочи жизни
6. 1997 — Брегет
7. 2001 — Леди на день
8. 2002 — Сочинение ко Дню Победы
9. 2003 — Спас под берёзами
10. 2003 — Тартарен из Тараскона
11. 2004 — Танкер «Танго»
12. 2006 — Темная ночь
13. 2007 — Я — сыщик
14. 2007 — Иго любви
15. 2010 — Ночной таверны огонек
16. 2010 — Поцелуй сквозь стену